# Hôtel de Breteuil
El hôtel de Breteuil es un hôtel particulier situado en el 16 distrito de París, avenida Foch, n .12, y rue Rude, n 2-4, cerca de la plaza Charles de Gaulle.

## Historia
Fue construido por el arquitecto Ernest Sanson en 1892 para el marqués de Breteuil, en un terreno donde anteriormente había tenido su estudio el pintor italiano Giuseppe De Nittis. El arquitecto se inspiró en el pabellón de Hannover construido para el mariscal Richelieu Las salas de recepción están decoradas con carpintería de principios del reinado de Luis XV.
Después de la muerte del Marqués de Breteuil en 1916, fue vendido en 1919 a la familia Saint, antes de convertirse en residencia de la Princesa de Faucigny-Lucinge en 1937. Durante la Segunda Guerra Mundial, bajo la Ocupación, albergó la sede de la Secretaría de Estado dirigida por Fernand de Brinon. En 1954 fue adquirido, junto con gran parte de su mobiliario, por la República de Irlanda para albergar su embajada en París.

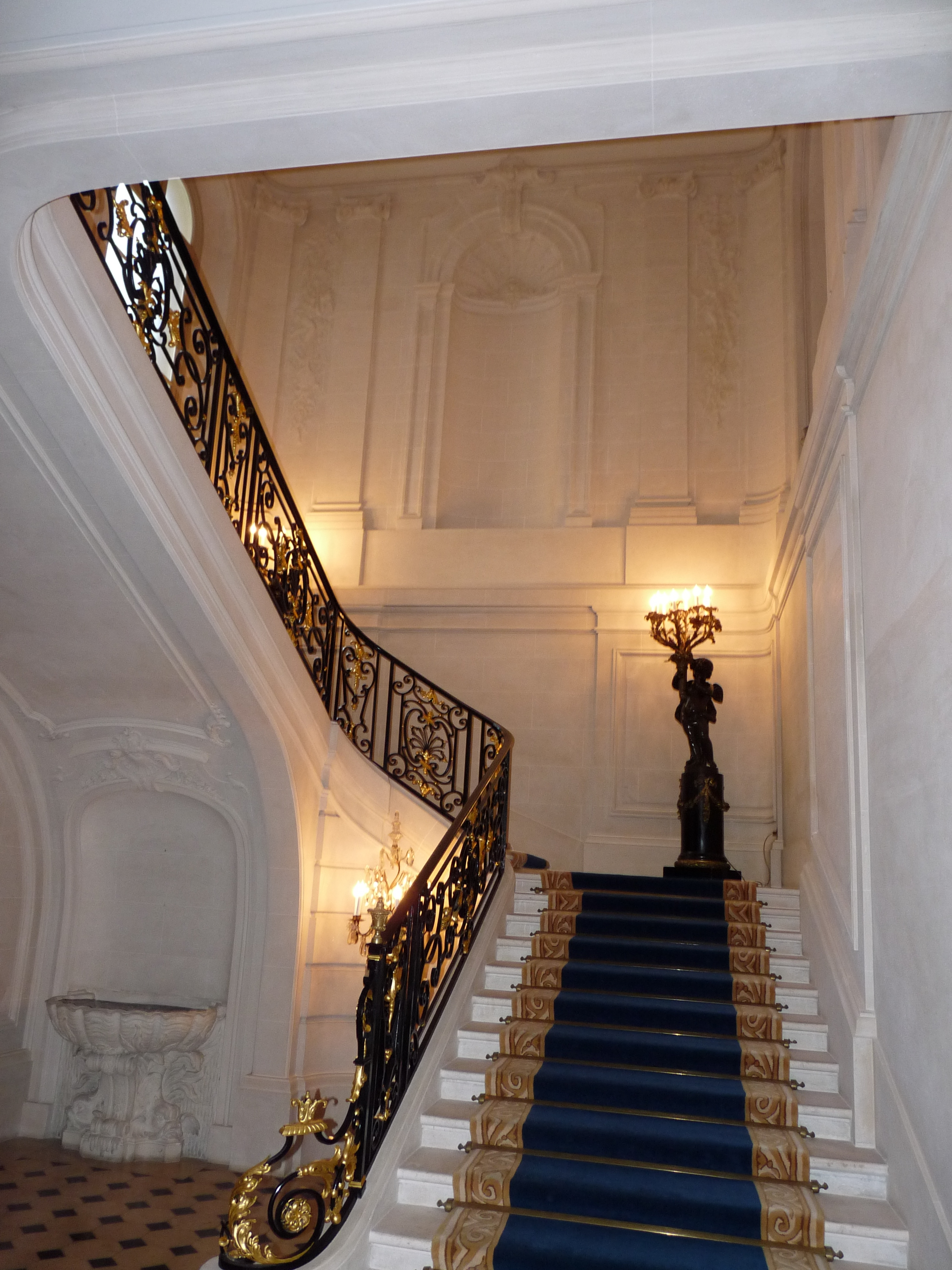
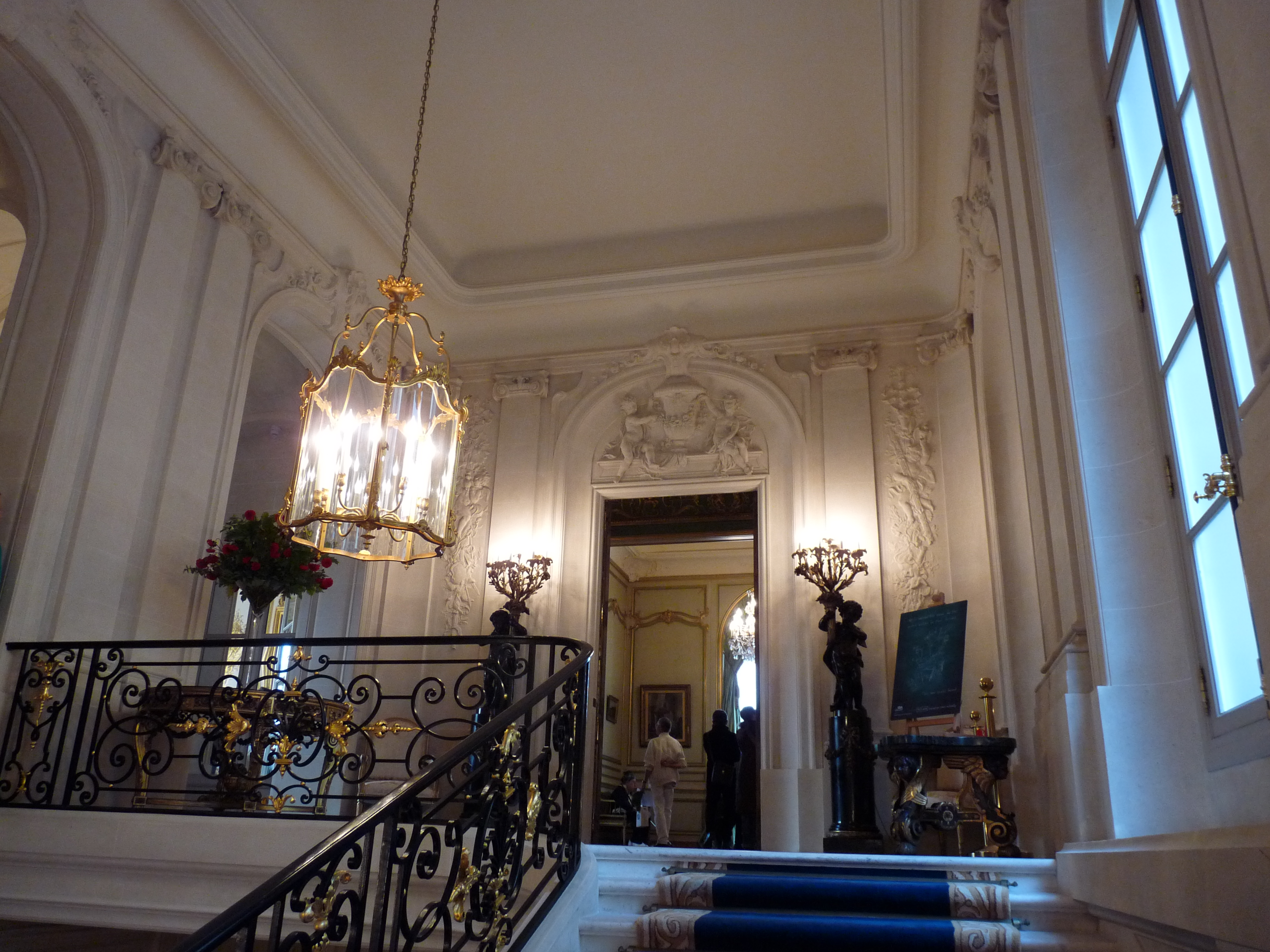
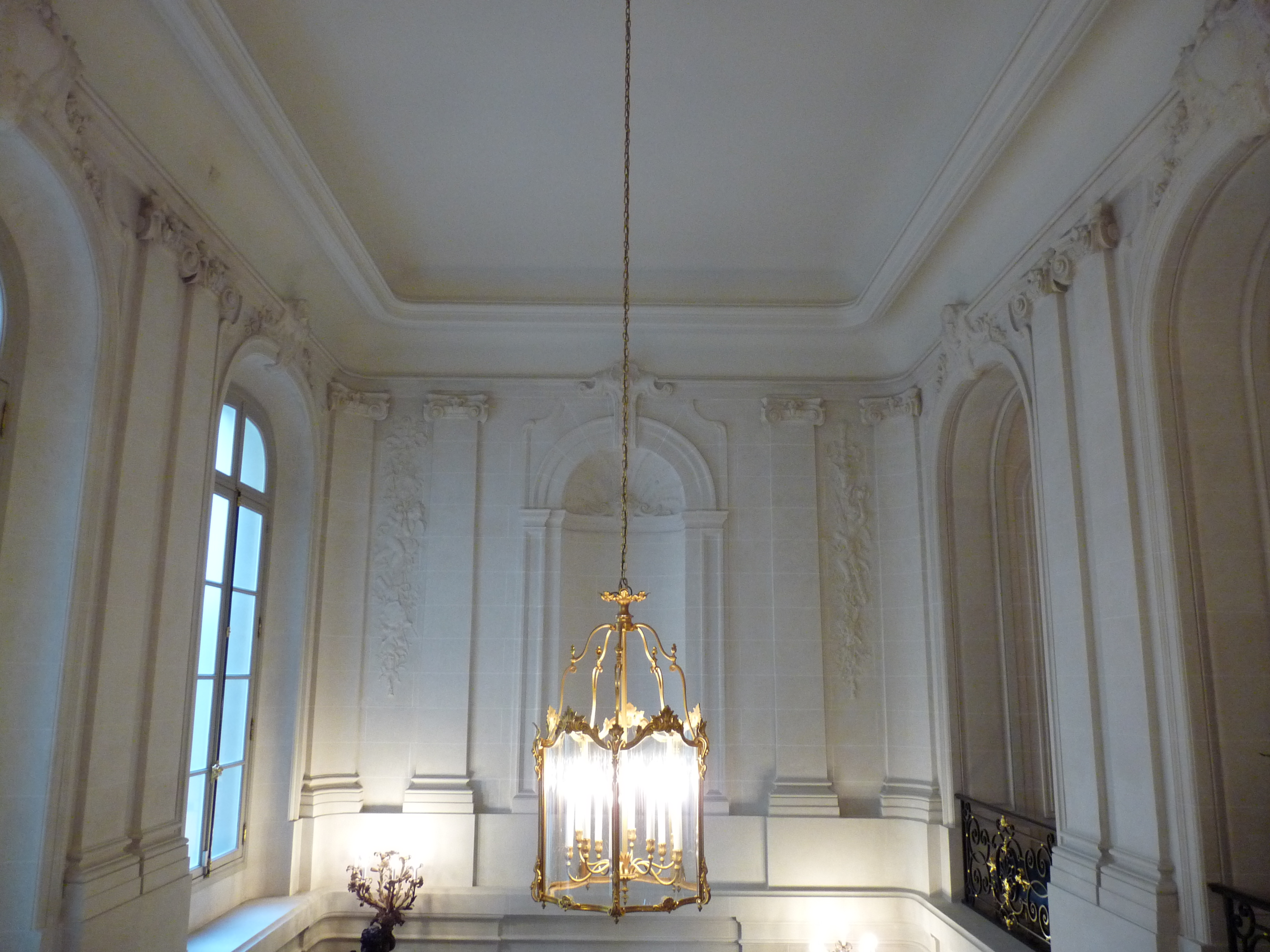
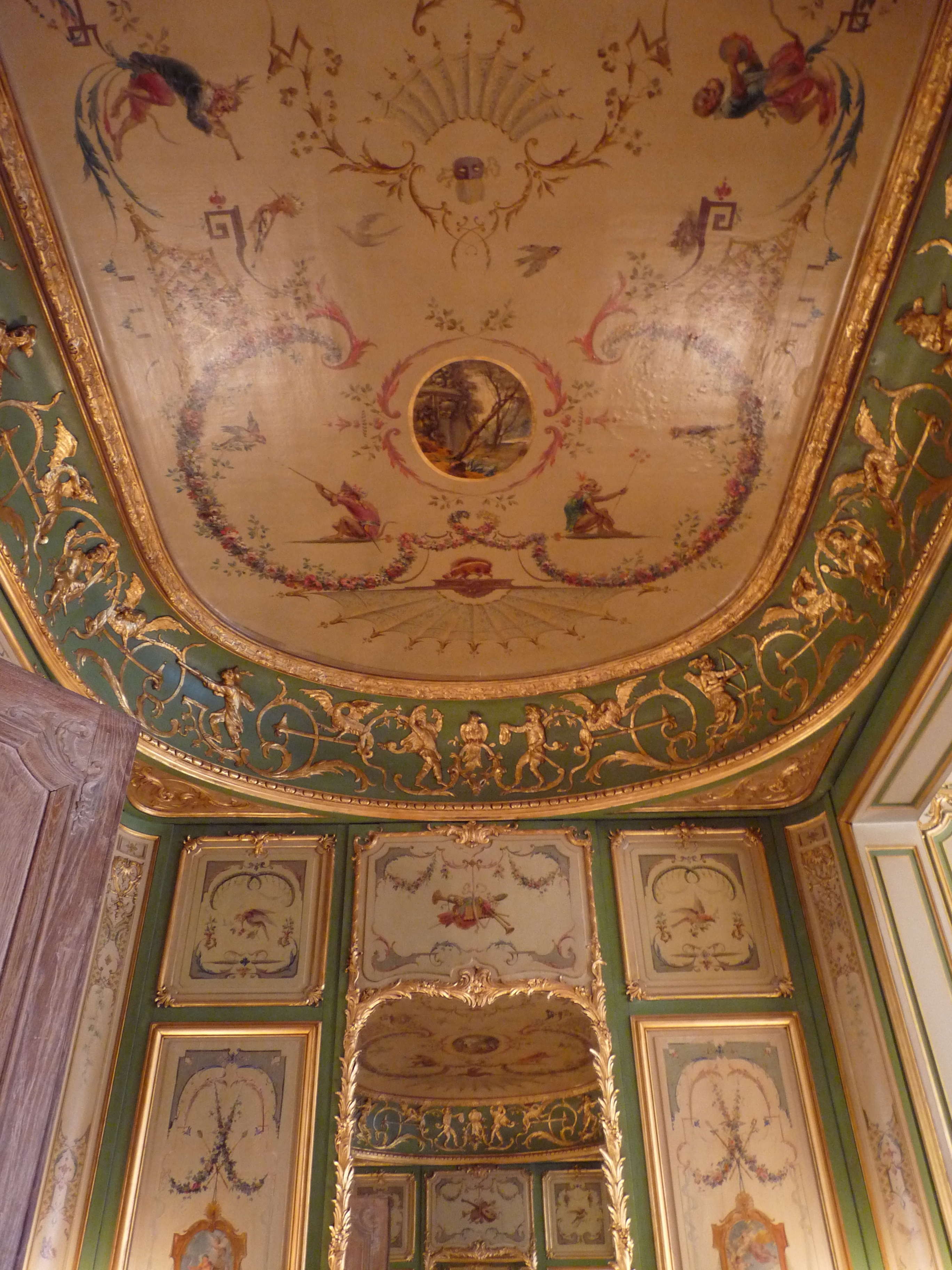
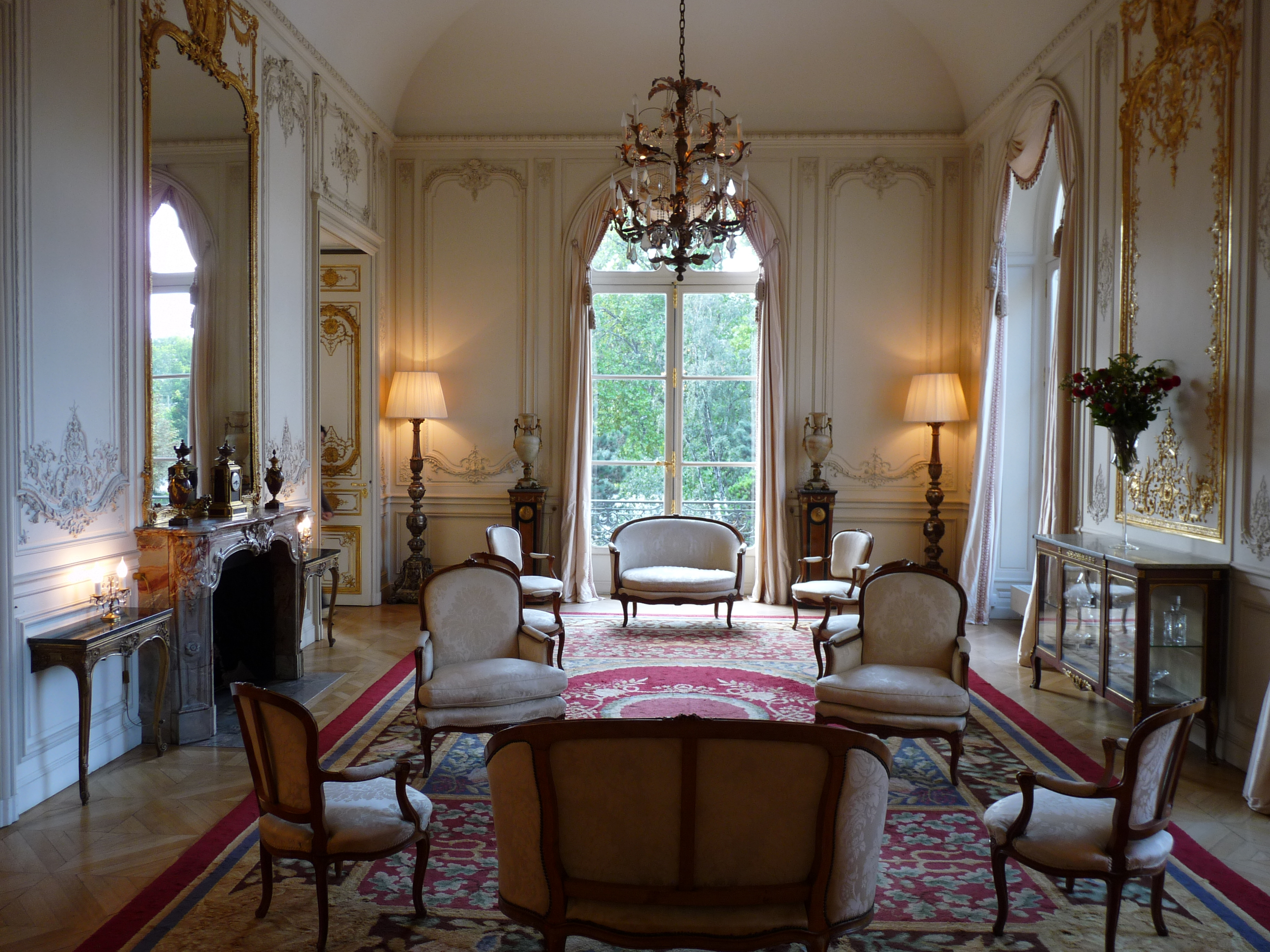
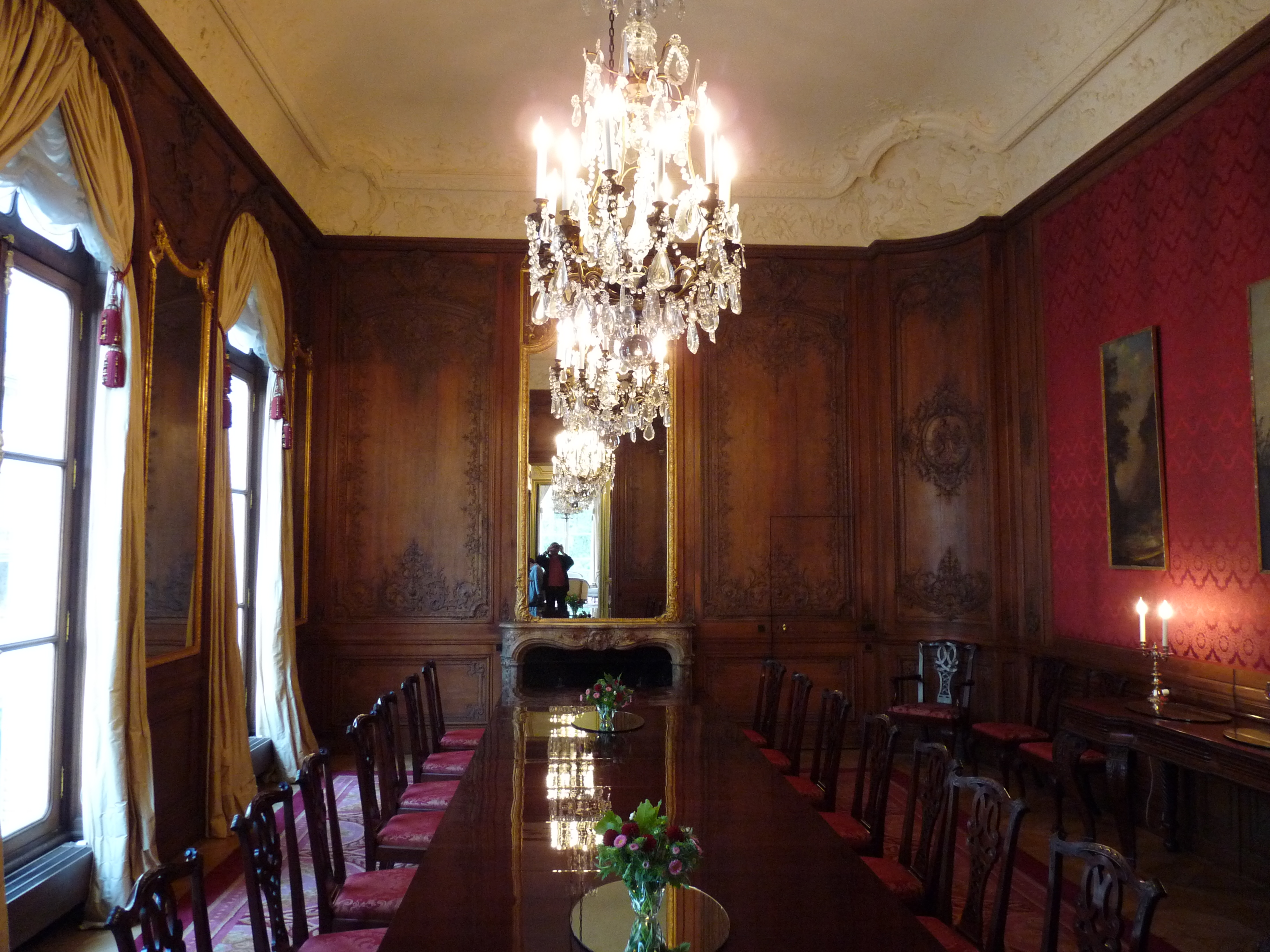
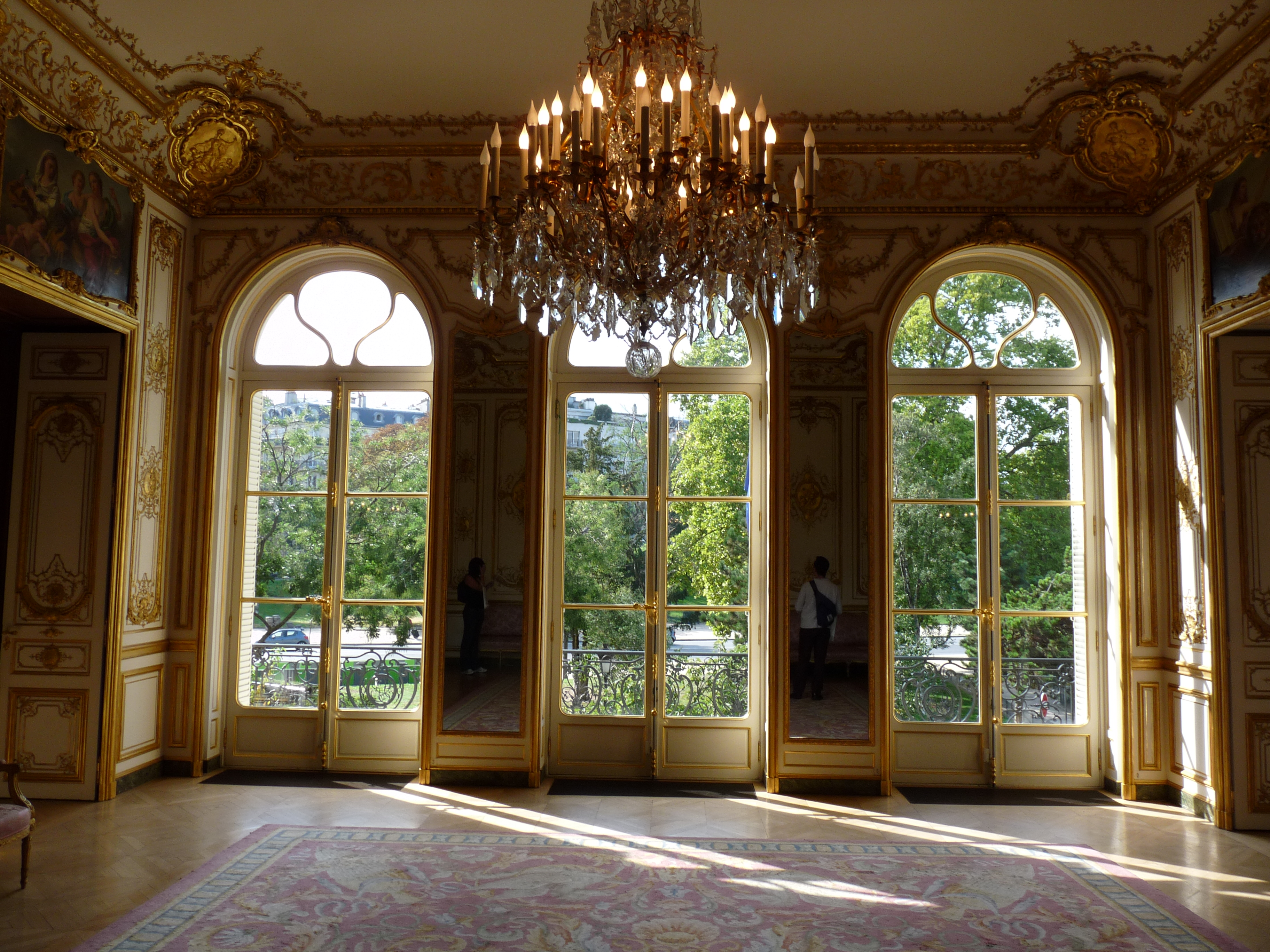
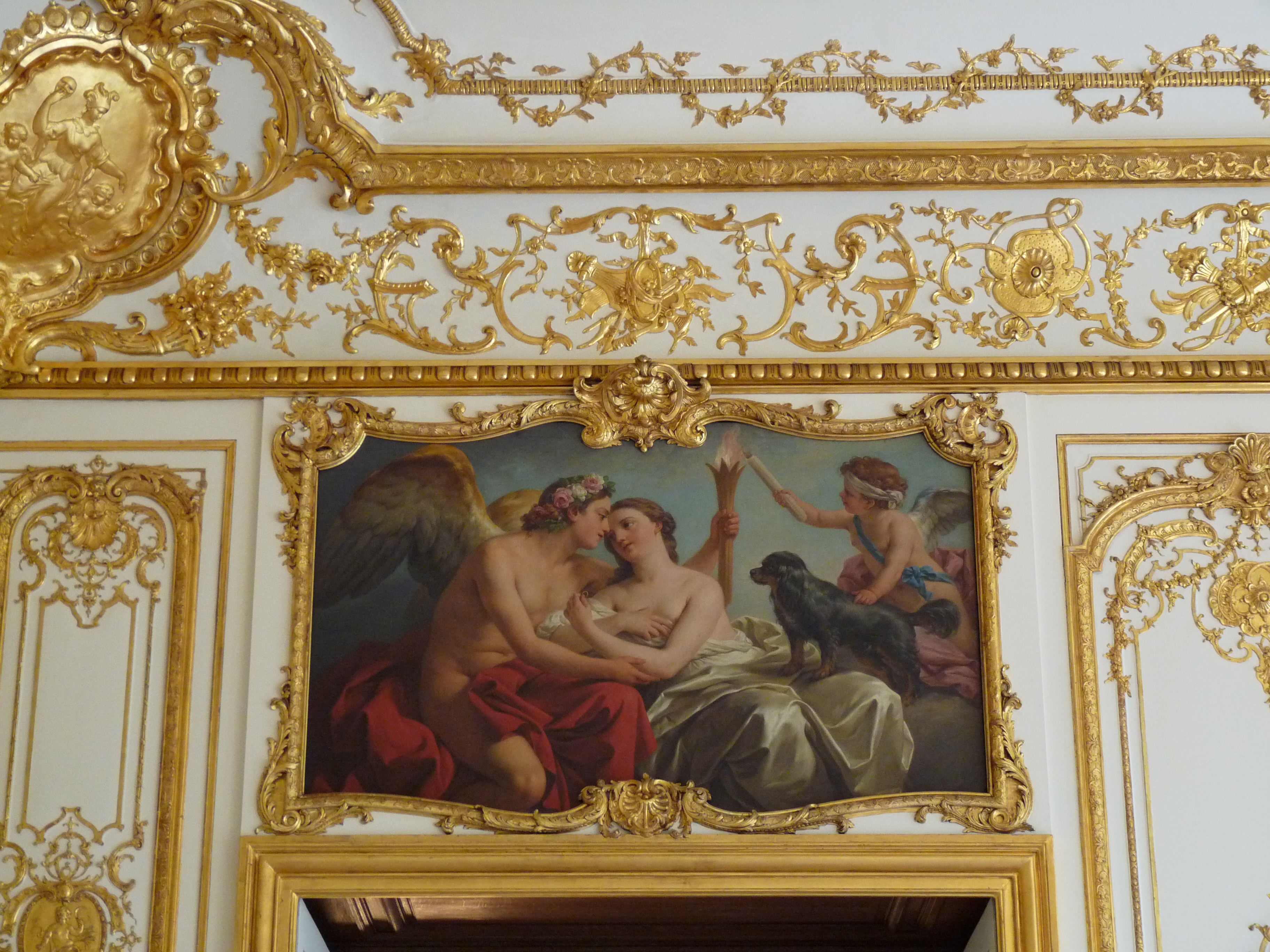